# Arroyo Tapalqué
El Arroyo Tapalquén o Arroyo Tapalqué es un curso de agua que fluye a través del interior de la Provincia de Buenos Aires, en el centro-este de Argentina. Posee una extensión de aproximadamente 120 km y corre por el centro-sur de la Provincia de Buenos Aires en dirección noreste, atravesando los partidos de Benito Juárez, Olavarría, Tapalqué y General Alvear.

## Curso
El Arroyo Tapalqué es un curso de agua que fluye naturalmente en la pampa húmeda, en lo que políticamente es territorio del interior bonaerense. El mismo posee una extensión de 120Km aproximadamente y corre por el centro de la provincia de Buenos Aires en dirección noreste. El mismo nace en la cañada del Perdido, en el Partido de Benito Juárez. Luego penetra en el Partido de Olavarría al cual atraviesa, sobre sus márgenes se encuentran varias poblaciones, incluidas la localidad de Olavarría. Posteriormente el arroyo se adentra costeando el Partido de Azul, pasando luego por la localidad de Tapalqué, que atraviesa en dirección norte. En Tapalqué sobre la margen Este del arroyo se desprende el canal artificial N.º 11, que luego de conectar con el canal artificial N°9 termina desaguando en la Bahía de Samborombón. Finalmente el cauce del arroyo que no se desvía por el canal 11, entra en el Partido de General Alvear, donde suele desaparecer en una zona de bañados. Sin embargo durante períodos de lluvias y crecidas (lo cual acontece a menudo) el arroyo continúa hasta llegar a la ciudad de General Alvear, en cuyas cercanías confluye con el Arroyo de las Flores, el cual a su vez aporta al cauce del Río Salado.

## Historia

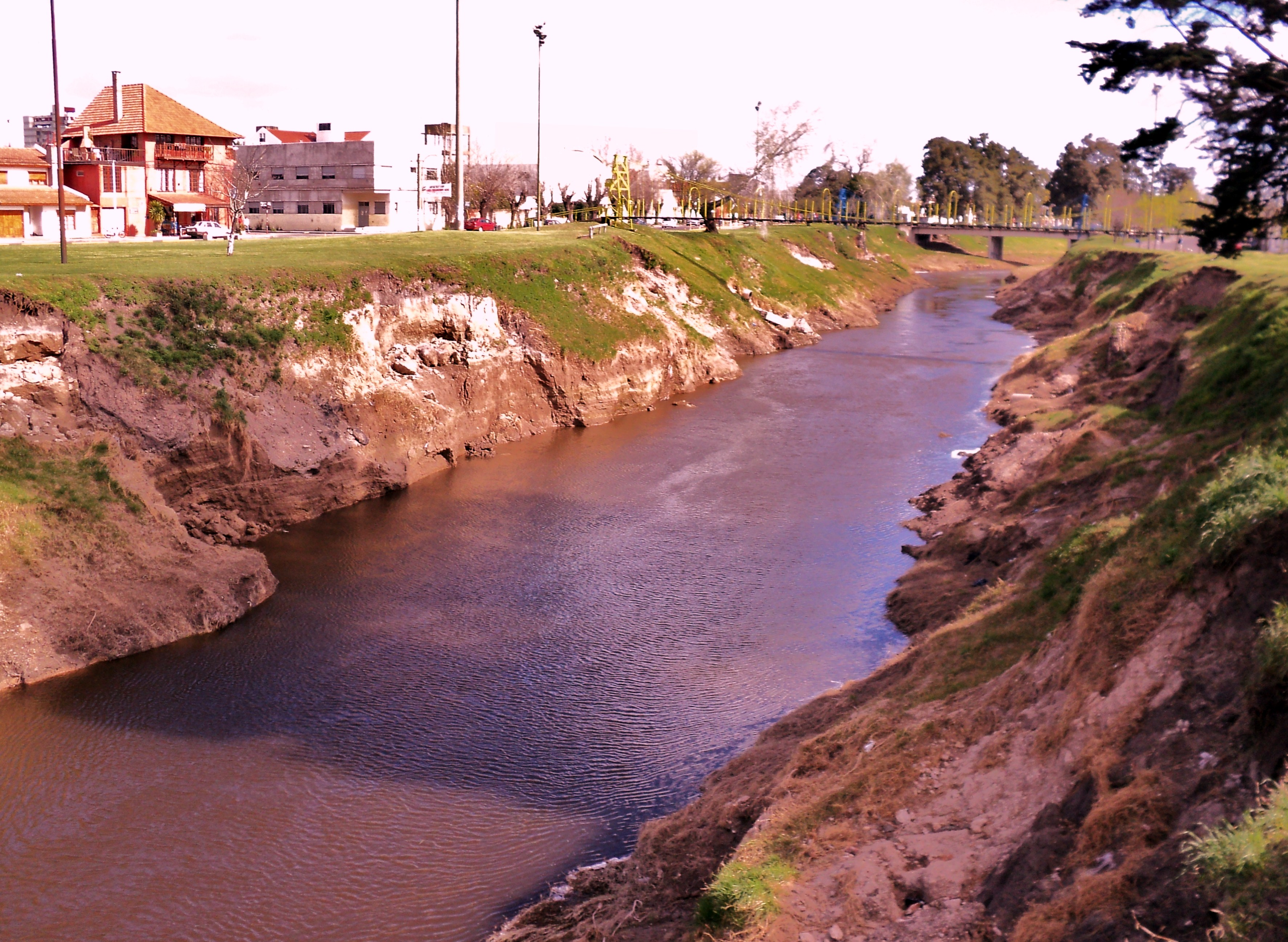
Tapalqué recorriendo Olavarria

Hacia la década de 1820 Juan Manuel de Rosas por entonces gobernador de la Provincia de Buenos Aires ordenó construir el llamado Cantón Tapalqué que se encontraba a 30 km al sur del pueblo actual de Tapalqué sobre la margen oriental del Arroyo Tapalquén. El Cantón Tapalqué era el fuerte más avanzado en la frontera contra el indio que abarcaba desde el Cabo Corrientes hasta Junín.

## Toponimia
Topónimo: "Tapalquén". 
Es de amplio consenso que esta "voz" sería plenamente araucana/mapuche tanto como "Neuquén", "Quequén", "Trenque Lauquen" o "Quilla Lauquen". 
Etimología más aceptada: Stieben (p. 98) traduce, libremente “Hondonada de totoras”, siguiendo a su informante Ángela Mariqueo, quien pronunciaba “trapalkén”, a la araucana. Para él, ken da la idea de “ser siempre así”, lo que es por cierto gramaticalmente incorrecto. (Pensó en la partícula ke, denominada “continuativa” por de Augusta, pero que no puede ir en esa posición: para que tuviera el sentido que quiere darle Stieben debió jugar el verbo “haber”, o “estar”, con formas especiales, por ejemplo en chi final —ecétera.) Fernández (p. 347), luego de recordar que Zeballos traducía “sierra desnuda”, opta por Trrapalquén (trapalkén) “juntando o sacando totora”, ambas versiones sin ningún asidero idiomático. Tello (p. 126) llega al colmo de la fantasía: “Tapal es corruptela de Thapa, que es ‘barrial’, ‘bañado’ o ‘terreno anegadizo’[...] Que es partícula que...en éste caso denota ‘realidad’ o ‘semejanza’. Puros bañados es la traducción que me han hecho los araucanos...”. Pura fantasía, mejor, y disparate, desde el comienzo al fin. Cuadrado Hernández, en su artículo publicado en Asociación La Razón (titulado “Tapalquén y Tuyú”) recopila antecedentes sobre el tema, dtodos a través del crisol del araucano.
Otea versión etimológica: Es voz totalmente mapuche o araucana. Según José María Cual, mi máximo informante de esa lengua (cf. Bórmida y Casamiquela, 1957-58), aunque no arriesgó traducción. Por lo demás, Tapalkén, pronunciado acentuado, “a la araucana” diré, era considerado el “epicentro” del hábitat tehuelche septentrional (günün a künna) en la Provincia de Buenos Aires. A título meramente informativo señalo que tapül a künna en dicha lengua, locución que recuerda bastante a la voz en cuestión, significa “gente que anda, andante o andarina” —lo que podría interpretarse como “que anda a pie”... aunque esta lengua reserva un verbo especial para ese caso: yakanü (de donde precisamente el gentilicio “Yacanü a künna” aplicado a indígenas de hacia el Estrecho de Magallanes. De todos modos, cabe confrontar con la expresión “Qülüla tapül a künna”, de una canción de linaje: “Gente que anda en el mar, marinera”; podría aceptarse, así, un nombre trunco, en el que se haya perdido la primera parte, como “sierra”, por ejemplo.
Otros antecedentes: la relación de este topónimo con el Partido de Olavarría es el arroyo Tapalqué, principal causante de la gran inundación que sufrió la ciudad Cabecera del Partido, en el año 1980. En su obra, citada, “Ensayo histórico de Olavarría”, sus autores comentan: “En los Manantiales de Querandíes” al oeste de la Sierra negra nace el arroyo Tapalqué, prolongándose hacia el sur al recibir cursos de aguas temporarias provenientes de los cañadones de "El Perdido" y siempre por intermedio de cursos temporarios llega hasta el Partido de Juárez. El arroyo El Tapalqué va aumentando su caudal por medio de aguas surgentes, atraviesa todo el Partido de Olavarría en dirección N.E. en un recorrido de 50 km, penetrando luego en el Partido de Tapalqué”.

## Fauna
A la vera del arroyo Tapalqué viven especies de animales típicas de la región pampeana tales como: inambú o perdiz sudamericana, coipo ("nutria roedora"), tatú mulita, tatú peludo, liebre, ñandú, aguará gris o zorro gris, comadreja, zorrino o chingue y vizcacha, entre otros.

## Balnearios
En la Ciudad de Olavarría hay un balneario que fue usado hasta fines de los años 90 para el baño en épocas de calor, pero después se prohibió el baño en esa zona del arroyo y ahora el antiguo balneario municipal es usado para la pesca. En la ciudad de Tapalqué que posee una población de unos 8000 habitantes, se ha organizado una zona balneraria sobre el arroyo Tapalqué, la que cuenta con un parque de 12 hectáreas.